# Assedio di Veio
La caduta di Veio viene datata approssimativamente nel 396 a.C. La nostra fonte principale è costituita dal Libro V di Ab Urbe condita libri di Tito Livio. Questo episodio della storia romana si configura più come un pluriennale assedio con relativa espugnazione che una battaglia campale, fenomeno bellico tanto comune in quel periodo storico.

## Contesto storico

### I Veienti
Tra gli irriducibili nemici dei romani dei primi secoli c'erano gli Etruschi di Veio. Anche a causa della vicinanza delle due città (circa 20 km), la pace e la guerra con Veio si alternarono con scadenze quasi regolari per tutta la storia di Roma. Ci furono anche risvolti particolari come la battaglia del Cremera del 477 a.C. che vide il quasi totale annientamento della gens Fabia. I Veienti per secoli contrastarono l'espansione romana verso le terre del nord; basti pensare che la prima volta che troviamo la città di Veio citata in Tito Livio, l'attacco alla città nemica è attribuito addirittura a Romolo (siamo nell'VIII secolo a.C.) per quella che voleva essere una dimicatio ultima, una battaglia risolutiva:
(Tito Livio, Ab Urbe condita libri, I, 15., Newton Compton, Roma, trad.: G.D. Mazzocato)

### Roma e politica interna
Dal 444 a.C. Roma non era guidata dalla consueta coppia di consoli e si era affidata ai Tribuni consolari, una figura politica che rimase a capo della Repubblica quasi senza soluzione di continuità fino al 367 a.C.
Il lato negativo della guida dei Tribuni consolari era il loro alto numero che intralciava il percorso decisionistico così necessario vista la situazione bellica della città. Gelosie opponevano i vari comandanti romani. Per esempio Tito Livio sottolinea come:
(Tito Livio, Ab Urbe condita libri, V, 8, Newton Compton, Roma, trad.: G.D. Mazzocato)
Di particolare interesse la novità introdotta in quegli anni dal Senato romano: pagare le truppe. Precedentemente l'esercito romano, come tutti gli eserciti delle città-stato dell'epoca, era formato da cittadini liberi che per mezzo di "leve militari", venivano inquadrati nelle forze armate al presentarsi di ogni situazione bellica. Alla fine delle guerre i milites tornavano alle loro occupazioni (principalmente agricole) che avevano dovuto lasciare. Essi quindi, oltre a rischiare la vita nelle battaglie, ne subivano anche il costo economico per il fatto di non poter lavorare quando impegnati nelle campagne militari. Fino a quando queste duravano pochi giorni il costo era ancora sopportabile, ma il dilatarsi temporale delle guerre di Roma aumentava smisuratamente questo aspetto economico e riduceva sul lastrico, e spesso alla schiavitù per debiti, decine di famiglie. La situazione non poteva essere tollerata a lungo e, fra roventi polemiche e continue diatribe che opponevano plebe e patriziato, si venne alla decisione di versare il soldo ai combattenti che divennero, allora e quindi, soldati.
Roma poté così affrontare con maggiore forza il successivo periodo di scontri che la vedevano coinvolta su quattro fronti contemporaneamente: la riconquista di Anxur espugnata tempo prima dai Volsci, le guerre con Capenati, Falisci e Veio.
Impossibile descrivere in pochi paragrafi le convulsioni politiche interne di Roma all'inizio del IV secolo a.C. Le lotte fra i patrizi, secolari detentori delle leve del potere, e la plebe che voleva partecipare alla spartizione della ricchezza, frutto di guerre e di sacrifici e, soprattutto alla gestione del potere a questa connesso. Non resta che rimandare alla lettura del V libro di Tito Livio che ci illustra magistralmente i processi, i discorsi, le pretese della plebe e le resistenze del patriziato della Roma di allora.
Pur in una situazione politica interna gravida di lotte fra i gruppi e all'interno di essi, Roma decise di mettere fine alla contesa con Veio una volta per tutte. Poiché non era sufficiente una campagna militare breve come con altri popoli, e disponendo di truppe che - essendo pagate - potevano restare a combattere, si decise di portare avanti a oltranza l'assedio di Veio, anche in inverno. La città etrusca, tuttavia, resisteva validamente e i romani, con operazioni belliche disperse su quattro fronti e con i Tribuni Consolari in perenne litigio fra loro, non riuscivano a porre termine alla guerra.

### Veio abbandonata anche dagli dèi
Il popolo etrusco era attento al lato religioso della vita quotidiana, esperto nell'interpretazione di segni divini e vaticini, profondo conoscitore di tecniche divinatorie, addirittura "esportava" aruspici a Roma, tanto che i romani a causa della guerra si trovarono in difficoltà ad "espiare" i molti prodigi che venivano annunziati. Eppure, secondo quanto riporta Tito Livio, il popolo etrusco venne abbandonato dai suoi dèi protettori. Un primo segnale fu l'improvviso vaticinare di un anziano veiente, proferito a portata di udito da alcuni romani. Il lago nella Selva Albana si era alzato in modo insolito senza che piogge o altre cause apparenti spiegassero il fenomeno. Tagliati fuori dal sapere aruspicale etrusco, i romani mandarono una delegazione a Delfi, riconosciuto centro apollineo per lo studio dei prodigi. Ma il responso venne proprio da Veio. Un anziano veiente profetizzò che i romani non avrebbero conquistato Veio fino a che l'acqua del lago non fosse stata totalmente scaricata. Un soldato romano saputo che l'anziano era, appunto, un aruspice, fingendo di avere necessità di un consulto privato, lo fece uscire dalle mura e, lui giovane e l'altro anziano, anche se disarmato riuscì a catturarlo. Portato a Roma in Senato l'anziano accettò come volere degli dèi il fatto che i nemici venissero a conoscere la profezia:
(Tito Livio, Ab Urbe condita libri, V, 15., Newton Compton, Roma, trad.: G.D. Mazzocato)
E spiegò come eseguire il rito. Il senato non gli credette e attese il ritorno degli ambasciatori da Delfi. L'oracolo confermò quanto espresso dall'aruspice etrusco. Il rito necessario, però, implicava il ritorno a costumi antichi ed interferiva con le richieste di emancipazione politica della plebe. Le polemiche infuriavano e solo la discesa in campo di Tarquinia, il via libera dato ai volontari etruschi per Veio e l'amplificazione delle notizie della forza dei veienti riuscirono a ricompattare la società romana. Le cerimonie furono ripetute con la corretta liturgia, i prodigi furono espiati. Ma soprattutto Marco Furio Camillo fu eletto dittatore.

### Veiosque fata adpetebant
Certamente da apprezzare lo stile di questo potente incipit di Tito Livio:
(Tito Livio, Ab Urbe condita libri, V, 19., Newton Compton, Roma, trad.: G.D. Mazzocato)
Camillo infuse un nuovo coraggio e un nuovo entusiasmo nell'esercito romano e nella popolazione. Scelse Publio Cornelio Scipione come maestro della cavalleria, punì i disertori e i fuggiaschi delle precedenti battaglie e scaramucce, stabilì un giorno per la chiamata di leva, corse sotto le mura di Veio a rincuorare i soldati che stavano continuando l'assedio, tornò a Roma a reclutare il nuovo esercito. Nessuno cercò di farsi esentare e anche "stranieri" Latini ed Ernici si offrirono volontari. Completata l'organizzazione, il dittatore fece voto di indire grandi giochi e di restaurare il tempio della Madre Matuta quando Veio sarebbe stata conquistata.
Camillo si diresse su Veio. Strada facendo sconfisse Capenati e Falisci, ne prese gli accampamenti e un grande bottino. Arrivato sotto le mura di Veio fece costruire altri fortini e fece cessare le pericolose scaramucce inutilmente combattute nello spazio fra il vallo romano e le mura etrusche. Poi ordinò la costruzione di una galleria che doveva arrivare fino alla rocca nemica. Gli scavatori furono divisi in sei squadre che si avvicendavano ogni sei ore.
Basandosi sul favorevole procedere delle operazioni, Camillo si pose il problema della spartizione di un bottino che si preannunciava superiore a quello di tutte le precedenti guerre assommate. Se spartito fra i soldati con avarizia se ne sarebbe scatenato il risentimento ma si sarebbe arricchito lo Stato. Se fosse stato generoso con i combattenti i patrizi avrebbero contrastato le decisioni. Il Senato, investito del problema, si divise: una fazione guidata da Publio Licinio voleva che chi si aspettava del bottino se lo andasse a prendere a Veio, al seguito delle truppe; l'altra fazione, patrizia, capeggiata da Appio Claudio, chiedeva il versamento alle casse dello Stato per poter diminuire le tasse con cui veniva finanziato il soldo dei militari. Il Senato decise di "non decidere", lasciò al "popolo", riunito nei Comizi, la parola finale. Una turba immane si riversò negli accampamenti romani attorno a Veio.

### La caduta di Veio

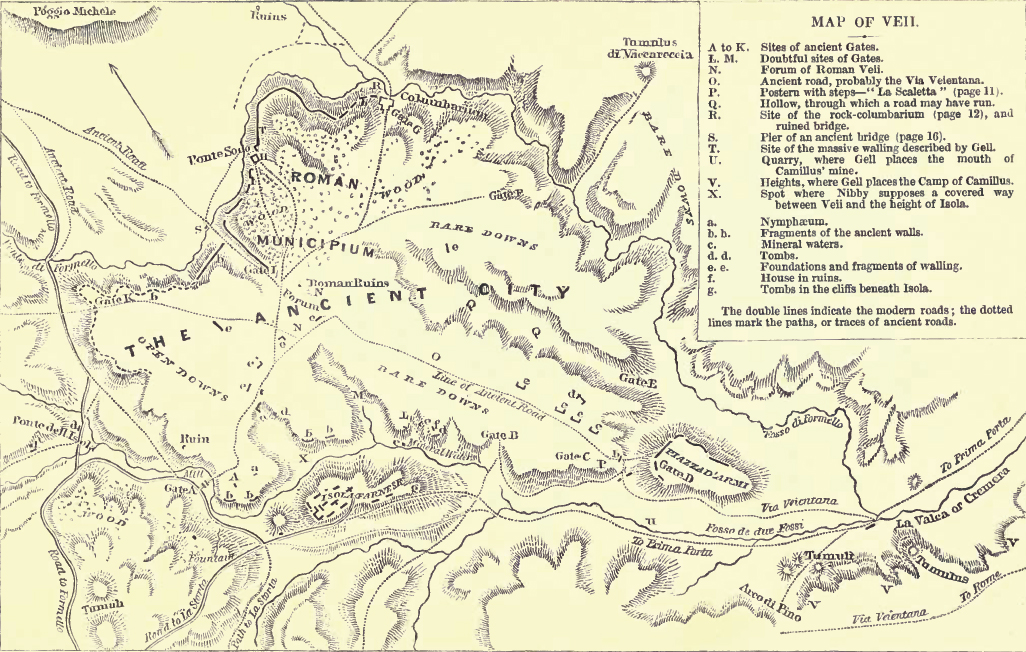
Mappa della città di Veio.

Camillo, fortunatamente, era pronto. Alla presenza delle truppe (e della popolazione) così pregò Apollo (il dio della Pizia di Delfi) e Giunone Regina, la protettrice di Veio:
(Tito Livio, Ab Urbe condita libri, V, 25., Newton Compton, Roma, trad.: G.D. Mazzocato)
Con questo, Roma era pronta per lo sforzo finale; aveva predisposto un esercito forte e motivato, aveva nominato un dittatore che poteva concentrare in un unico punto lo sforzo bellico, aveva patteggiato con il soprannaturale "comperando" la caduta della città nemica. Camillo ordinò l'assalto alle mura con il maggior numero di uomini possibile:
(Tito Livio, Ab Urbe condita libri, V, 25., Newton Compton, Roma, trad.: G.D. Mazzocato)
Gli dèi abbandonarono Veio e Livio stesso ammette che qui il racconto diviene leggendario, fabula. Dopo giorni e giorni in cui gli assalti romani erano stati sospesi, con sommo stupore degli etruschi, il re di Veio stava celebrando un sacrificio nel tempio di Giunone quando gli assaltatori romani, che avevano quasi terminato lo scavo e attendevano di abbattere l'ultimo diaframma, udirono il presagio dell'aruspice etrusco: la vittoria sarebbe andata a chi avesse tagliato le viscere di quella vittima. I soldati romani uscirono dal cunicolo, iniziarono l'attacco e prese le viscere le portarono al loro dittatore. Nello stesso tempo fu sferrato l'attacco generale di tutte le forze romane contro i difensori delle mura. Così, mentre tutti accorrevano sui bastioni,
(Tito Livio, Ab Urbe condita libri, V, 21., Newton Compton, Roma, trad.: G.D. Mazzocato)
In una pausa dei combattimenti Camillo ordinò, per mezzo di banditori, di risparmiare chi non portava armi. Il massacro si arrestò e si scatenò il saccheggio.

## Conseguenze
La caduta di Veio fu probabilmente la più importante occasione di arricchimento della Roma dei primi secoli. Livio racconta che:
(Tito Livio, Ab Urbe condita libri, V, 21., Newton Compton, Roma, trad.: G.D. Mazzocato)
Naturalmente questa preghiera può essere stata introdotta negli anni seguenti per dare una forma di presagio per la successiva carriera negativa del dittatore ripudiato dal suo popolo. D'altra parte, com'era logico attendersi, non mancarono gli scontenti che rimproveravano al dittatore il fatto di dover destinare una parte del bottino (compreso addirittura il valore economico della città etrusca) per ripagare, come promesso, il dio Apollo del suo aiuto. Camillo il giorno dopo la vittoria vendette all'asta gli uomini liberi e quello fu il solo denaro che entrò nelle casse dello Stato, ma ugualmente la plebe fu scontenta; il bottino non era merito del dittatore, ritenuto un avaro; non era merito del Senato che aveva abdicato la sua funzione decisionale. Tutto il merito della spartizione era della gens Licinia che il figlio aveva proposto e il padre fatto approvare. Ad ogni modo Camillo tornò a Roma in trionfo, con grande concorso di popolo plaudente, su un carro trainato da cavalli bianchi e la cosa non fu gradita: nelle processioni i cavalli bianchi trainavano i carri con le statue di Giove e del dio Sole. Infine il dittatore appaltò la costruzione del tempio promesso a Giunone e, sempre come promesso, consacrò il tempio alla Madre Matuta. Quindi depose la dittatura.
La secolare guerra contro Veio era terminata, definitivamente. Vi è da aggiungere che la sconfitta di Veio rappresentò l'inizio della conquista romana dell'Etruria.

## Letteratura
La caduta di Veio è l'ambientazione che fa da sfondo al libro Ragazzo etrusco, romanzo storico per ragazzi dell'autrice Teresa Buongiorno, dove viene descritta la presa di Veio da parte dei romani guidati da Marco Furio Camillo e il tentativo di fuga dalla città di una famiglia veiente di nobile stirpe.